# Sylvanite
Ne doit pas être confondu avec Sulvanite.
Pour l’article homonyme, voir Sylvanite (Montana).
La sylvanite est une espèce minérale composée de tellurure d’or et d’argent de formule (Ag,Au)Te2 avec des traces de Sb;Pb;Cu;Ni. C’est le plus commun des tellurures d’or. Le ratio or/argent varie de 3/1 à 1/1. La sylvanite est photosensible : elle se recouvre d’un enduit noirâtre à la lumière du jour.

## Historique de la description et appellations

### Inventeur et étymologie
Citée dès 1785 par  von Reichenstein (l'inventeur du Tellure), par  von Born en 1790, et par Klaproth en 1802, la sylvanite ne sera décrite et nommée que par le minéralogiste suisse Louis Albert Necker en 1835. Le nom dérive de la Transylvanie, partie de la Roumanie où le minéral a été trouvé.

### Topotype
Baia de Arieş (Aranyosbánya, Offenbánya), Transylvanie, Roumanie

### Synonymie[3]
- aurotellurite
- goldschmidtite
- graphic Tellurium
- hovillite
- or graphique
- sylvane graphique Brochant 1800.

## Caractéristiques physico-chimiques

### Cristallographie
- Paramètres de la maille conventionnelle : a = 8,96 Å, b = 4,49 Å, c = 14,62 Å, Z = 4; bêta = 145,433 ° V = 333,71 Å3
- Densité calculée = 8,56

## Gîtes et gisements

### Gîtologie et minéraux associés
GîtologieMinéral commun dans les zones de dépôts hydrothermaux à basse température. Mais aussi dans les dernières formations minérales des veines de moyennes et hautes températures.
Minéraux associésacanthite, altaïte, calavérite,  fluorite, hessite, krennerite, nagyagite, or natif, petzite, pyrite, quartz.

### Gisements producteurs de spécimens remarquables
- Fiji

Emperor Mine, Vatukoula, Tavua Gold Field, Viti Levu, cristallisations remarquables dans une mine d'or ouverte depuis 1933.
- France

Noceta, Vivario, Corte, Haute-Corse, Corse. Mine de cuivre dans les ophiolites.
- Roumanie

Baia de Aries (Aranyosbánya, Offenbánya), Transylvanie,

## Utilité
La sylvanite peut être utilisée comme minerai d’or, ou bien comme minerai de tellure ou d'argent.